# 马里奥·科尔索
马里奥·科尔索（義大利語：Mario Corso，1941年8月25日—2020年6月19日），男，意大利足球运动员，司职中场。